# Paola Pérez (atleta)
Paola Bibiana Pérez Saquipay, apodada por los marchistas "Piru", (Cuenca, Azuay, 21 de diciembre de 1989) es una atleta ecuatoriana. Actualmente practica la marcha como deporte, y ha participado en múltiples competencias internacionales como los Juegos Panamericanos de Toronto en la que obtuvo medalla de bronce, y el Campeonato Sudamericano de Atletismo en Asunción en el que obtuvo medalla de oro.

## Biografía
Paola Bibiana Pérez Saquipay nació el 21 de diciembre de 1989 en la ciudad de Cuenca, Ecuador. Incursionó en el deporte con el fútbol, sin embargo, es a los 11 años cuando inicia su vida en el atletismo. La actual competidora ecuatoriana mide (1,48 m) y pesa 45 kg.
Formó parte del Plan de Alto Rendimiento y fue considerada por la Federación Ecuatoriana de Atletismo (FEA) para participar en la competencia de 20 km en Naumburg, Alemania. Ha tenido el reconocimiento de múltiples instituciones deportivas como el Ministerio del Deporte, la Federación Ecuatoriana de Atletismo y la Federación Deportiva de Azuay, en base a su clasificación para los Juegos Olímpicos de Río de Janeiro (2016). Paola Pérez ha obtenido reconocimientos en múltiples competencias, una de las más destacadas fueron los Juegos Panamericanos de Toronto (2015) en la que obtuvo medalla de bronce; y una de las más recientes fue el Campeonato Sudamericano de Atletismo que se llevó a cabo en Asunción (Paraguay), en el cual obtuvo medalla de oro en la modalidad de 20.000 metros marcha. El entrenador que la ha acompañado durante su carrera ha sido Luis Chocho, dirigente de la Escuela de Marcha Luis Chocho.

## Carrera profesional
Motivada por su hermana Mónica Pérez, quien también se apasionaba por el atletismo. Paola inicia su vida profesional a los 11 años, edad en la cual empezó su pasión por la marcha. Su primera medalla de oro la ganó en 2008 en los Juegos Nacionales Sub-20, y posterior a ello, en los Juegos Suramericanos Medellín 2010 la azuaya obtuvo una medalla de bronce. En los Juegos Panamericanos de Guadalajara 2011 fue descalificada en el kilómetro 16. Tras su paso por México compitió en Valley Cottage, Nueva York, donde cronometró un tiempo de 1 hora 35 minutos y 10 segundos.
En 2012 Clasificó a los Juegos Olímpicos de Londres al cronometrar 1 hora 32 minutos y 1 segundo en el Campeonato Challenge en Varsovia (Polonia), donde quedó en cuarto lugar. Esta competencia representó un gran reto para la marchista debido al potencial de las deportistas locales. Obtuvo el quincuagésimo primer lugar en los Juegos Olímpicos de Londres 2012 y vigésimo séptimo lugar en el  mundial de Moscú 2013. En categoría mayores, obtuvo uno de sus logros más importantes en los Juegos Panamericanos de Toronto 2015, donde ganó una medalla de bronce.
Durante su carrera, Paola ha sido descalificada varias veces, debido a la falta de técnica en el deporte por su estatura (1.48 m). Y pensó en 2011 retirarse de la pista, sin embargo, Paola en una entrevista a Univisión señala que ha tenido que trabajar muy duro para compensar su corta zancada con una buena técnica. “Si no logras hacer la técnica que conoce el juez, te descalifican”, afirmó Pérez. Su esfuerzo la llevó a obtener un cupo en los Juegos Olímpicos en Naumburg, Alemania, en abril de 2015, obligada a un exigente programa de entrenamiento, Paola abandonó sus estudios universitarios para dedicarse de lleno al atletismo. Motivada por ser una de las 20 mejores atletas en Río, continuo un riguroso programa de entrenamiento de 2 a 3 jornadas diarias.
Paola Pérez, se ubicó primera en la 46° edición de la International Race Walking en la ciudad de Naumberg con un tiempo de 1 hora 32 minutos y 14 segundos; además, de haberse adjudicado el primer lugar en tierra germana, consiguió la marca que la pone en Río 2016.
En la prueba de marcha 20 kilómetros de los Juegos Olímpicos de Tokio 2020, celebrada en Sapporo el 6 de agosto de 2021, obtuvo el lugar 9 con un tiempo de 1:31:26.

## Inspiración hacia la marcha
Si bien la marchista Paola Pérez no tiene ningún vínculo con uno de los mejores deportistas ecuatorianos de todos los tiempos, Jefferson Pérez, ganador de la medalla de oro en los Juegos Olímpicos de Atlanta 96 y la de plata en los de Pekín 2008; admite que de chica miraba a este campeón olímpico como una influencia, sin embargo quienes han influido más en su carrera deportiva son sus entrenadores y familiares.
En una entrevista al diario Expreso afirmó que "La caminata es una carrera muy técnica en su movimiento y muy bonita; y que cada uno busca hacer su propia historia". Su vida deportiva comenzó con un encanto especial por el fútbol, no obstante este solo sirvió para darse cuenta de que  los movimientos y pasos de la marcha era su gran pasión.

## Marcas Personales
Marcha Atlética
- 10,000 m: 51:06.99 min - Cuenca, 29 de junio de 2008

- 20,000 m: 1:37:45.0 h  – Esmeraldas, 1 de mayo de 2011

Carrera caminando:
- 20 km caminata: 1:32:01 h –  Zaniemyśl, 21 de abril de 2012

## Logros
| Año  | Competencia                                                              | Ciudad                                | Posición | Evento            | Notas       |
| 2006 | Campeonatos Sudamericanos de Marcha Atlética (U18)                       | Cochabamba, Bolivia                   | 6        | 5 km              | 28:23       |
| 2008 | Campeonatos Sudamericanos de Marcha Atlética (U20)                       | Cuenca (Ecuador)                      | -        | 10 km             | DQ          |
| 2008 | Campeonatos Sudamericanos de Marcha Atlética (U20)                       | Cuenca (Ecuador)                      | 2        | Equipo (10 km)    | 10 pts      |
| 2010 | Campeonatos Sudamericanos de Marcha Atlética                             | Cochabamba, Bolivia                   | 8        | 20 km             | 1:50:14 A   |
| 2010 | Campeonatos Sudamericanos de Marcha Atlética                             | Cochabamba, Bolivia                   | 2        | Equipo (20 km)    | 19 pts      |
| 2010 | Campeonatos Sudamericanos de Atletismo de Sub-23 IX Juegos Suramericanos | Medellín, Colombia                    | 3        | 20.000m caminata  | 1:47:09.8 A |
| 2010 | World Race Walking Cup                                                   | Chihuahua, México                     | -        | 20 km             | DNF         |
| 2010 | World Race Walking Cup                                                   | Chihuahua, México                     | 7        | Equipo (20 km)    | 106 pts     |
| 2011 | Copa Panamericana de Marcha                                              | Envigado, Colombia                    | 9        | 20 km             | 1:39:35     |
| 2011 | Copa Panamericana de Marcha                                              | Envigado, Colombia                    | 3        | Equipo (20 km)    | 36 pts      |
| 2011 | South American Championships                                             | Buenos Aires, Argentina               | -        | 20.000 m caminata | DQ          |
| 2011 | ALBA Games                                                               | Barquisimeto, Venezuela               | 3        | 20.000 m caminata | 1:41:26.4   |
| 2011 | Pan American Games                                                       | Guadalajara (México)                  | -        | 20 km             | DQ          |
| ---- | ------------------------------------------------------------------------ | ------------------------------------- | -------- | ----------------- | ----------- |
| 2012 | World Race Walking Cup                                                   | Saransk, República de Mordovia, Rusia | 48       | 20 km             | 1:38:11     |
| 2012 | World Race Walking Cup                                                   | Saransk, República de Mordovia, Rusia | 12       | Equipo (20 km)    | 158 pts     |
| 2012 | Juegos Olímpicos                                                         | Londres, Reino Unido                  | 51       | 20 km             | 1:37:05     |
| 2013 | Copa Panamericana de Marcha                                              | Ciudad de Guatemala, Guatemala        | 13       | 20 km             | 1:40:08 A   |
| 2013 | Copa Panamericana de Marcha                                              | Ciudad de Guatemala, Guatemala        | 3        | Equipo (20 km)    | 42 pts      |
| 2013 | Universiade                                                              | Kazán, Rusia                          | 7        | 20 km             | 1:33:40     |
| 2013 | World Championships                                                      | Moscú, Rusia                          | 27       | 20 km             | 1:33:03     |
| 2013 | Juegos Boliviaos                                                         | Trujillo (Perú)                       | 6        | 20 km             | 1:36:51     |
| 2014 | Juegos Suramericanos                                                     | Santiago de Chile, Chile              | 4        | 20.000 m caminata | 1:41:01.4   |
| 2014 | World Race Walking Cup                                                   | Taicang, República Popular China      | 60       | 20 km             | 1:36:19     |
| 2014 | World Race Walking Cup                                                   | Taicang, República Popular China      | 13       | Equipo (20 km)    | 186 pts     |
| 2015 | Copa Panamericana de Marcha                                              | Arica, Chile                          | 13       | 20 km             | 1:39:40     |
| 2015 | Copa Panamericana de Marcha                                              | Arica, Chile                          | 5        | Equipo (20 km)    | 51 pts      |
| 2015 | World Championships                                                      | Beijing, República Popular China      | 16       | 20.000 m caminata | 1:32:12     |
| 2015 | South American Championships                                             | Asunción, Paraguay                    | 1        | 20.000 m caminata | 1:32:26.0   |
| 2021 | Juegos Olímpicos                                                         | Tokio, Japón                          | 9        | 20 km             | 1:31:26     |